# Place des femmes dans l'hindouisme

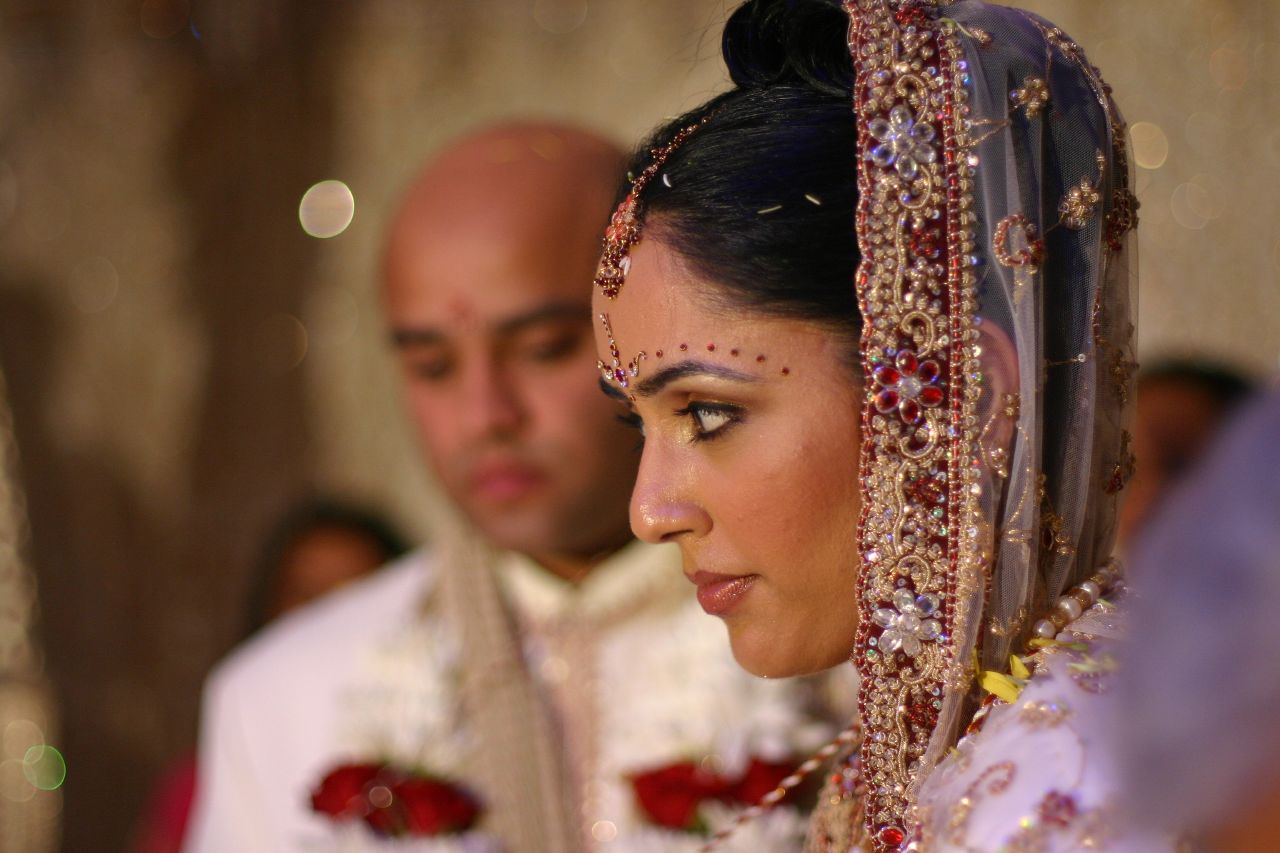
Mariée hindoue.

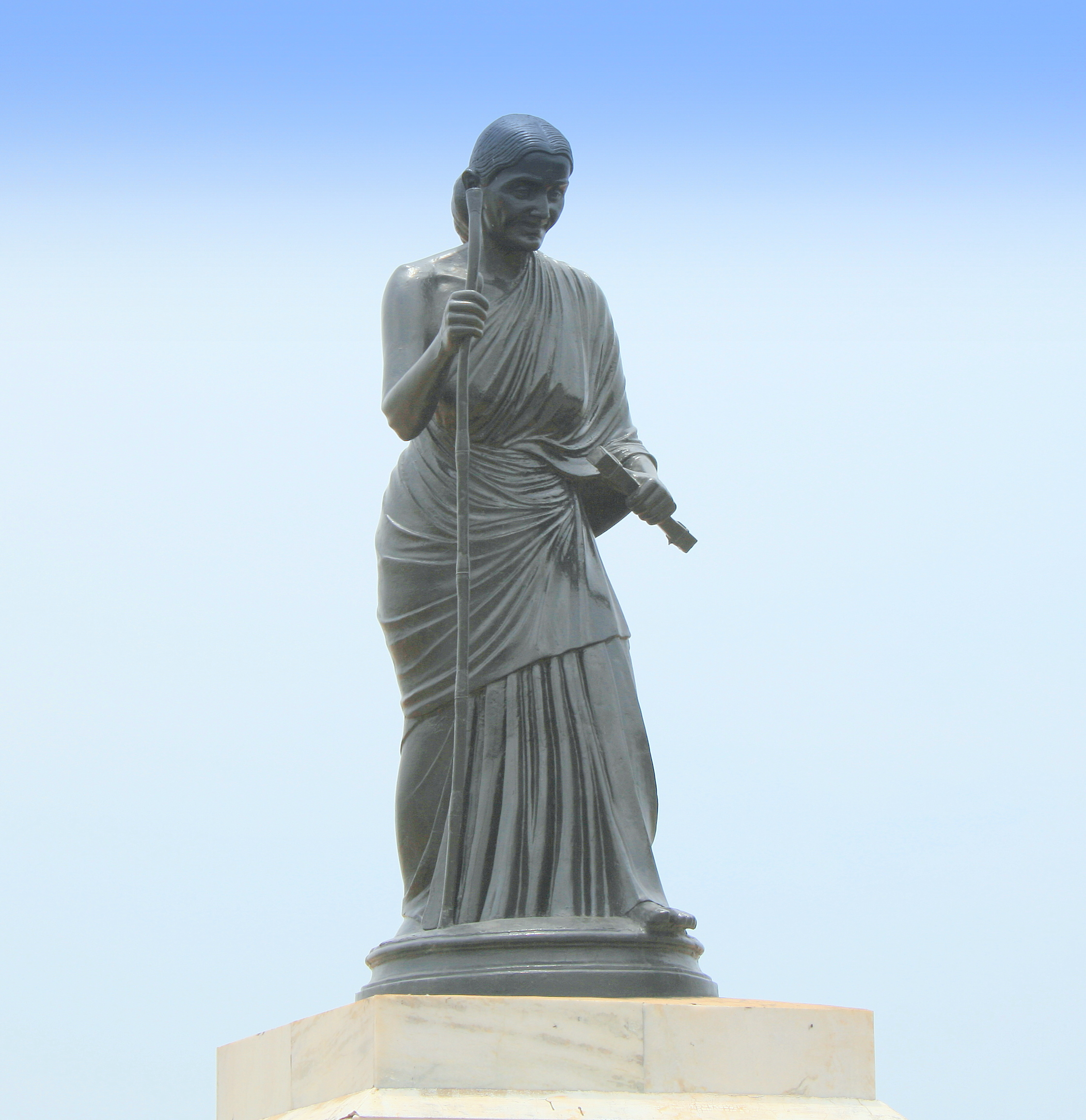
Auvaiyar, poétesse-sainte tamoule.

La place des femmes dans l’hindouisme est souvent contestée, et les opinions vont de l'égalité de statut avec les hommes jusqu'à un statut restrictif.

## Rôle et symbolique du féminin selon la théorie hindoue
Selon la théorie hindoue, le féminin est l'eau contenant le feu en puissance : le masculin ne peut exister et « se manifester qu'au prix d'un travail rituel, d'une action » (c'est pour cette raison que, dans le monde hindou, on doit faire des rites précis si l'on veut avoir un fils, une fille étant obtenue sans effort rituel – ce qui n'empêche pas qu'il existe aussi des techniques rituelles si l'on veut absolument une fille)  ; le féminin est sans cesse et spontanément le possible (la Nature, Prakriti, est la « Femelle » par excellence, offrant nourritures et dons), le masculin est le résultat « d'une extraction » : pendant la grossesse, l'enfant mâle a d'abord été féminin .

### Règles
Selon la mythologie hindoue, les règles sont une souillure exprimant une mauvaise action, en l'occurrence le meurtre du Brahman commis par le dieu Indra, faute qu'il a transmise partiellement sur les femmes, avec leur accord : en échange, les femmes ont obtenu « de pouvoir toujours faire l'amour, contrairement aux autres êtres » :

« [Indra] approcha l'assemblée des femmes. "Acceptez un tiers de ce meurtre de brahman", dit-il. Elles [répon]dirent : "Puissions choisir un vœu. Puissions-nous être fécondes après les périodes. Puissions-nous nous unir selon notre désir jusqu'à la naissance < de l'enfant >". Aussi les femmes sont-elles fécondes depuis les périodes et s'unissent-elles selon leur désir jusqu'à la naissance, car tel fut leur vœu. Elles prirent le tiers du meurtre de brahman. »

— Taittirîya-Samhitâ (II.5.1.)
Selon Vishnusmriti (XXII, 91), les règles sont un moyen efficace de purification : « Une femme dont les pensées ont été impures est purifiée par ses règles. »

### Place de la mère
Le sage Kaiyata, commentant Patanjali, dit que « la mère a plus de valeur que le père parce qu'elle porte le fœtus. »

### Tantrisme
Dans le tantrisme, la théorie hindoue affirme que 

« La femme, qui est l'initiatrice, mène le jeu érotique symbolisant la danse cosmique des éléments ; l'homme est passif ou peu actif. Elle représente l'énergie créatrice (shakti) qui, dans l'œuvre d'élaboration et de transformation du monde, éveille la conscience sous-jacente (shiva). »

— Jean Papin, Vâtsyâyana, les Kâma-sûtra.
Cette conception de la femme vue comme le cosmos ou la Nature, se veut à la fois comme la personnification des grands principes de la réalité universelle et comme le rôle actif de la femme dans les rapports amoureux .

## Incarnation de la Déesse

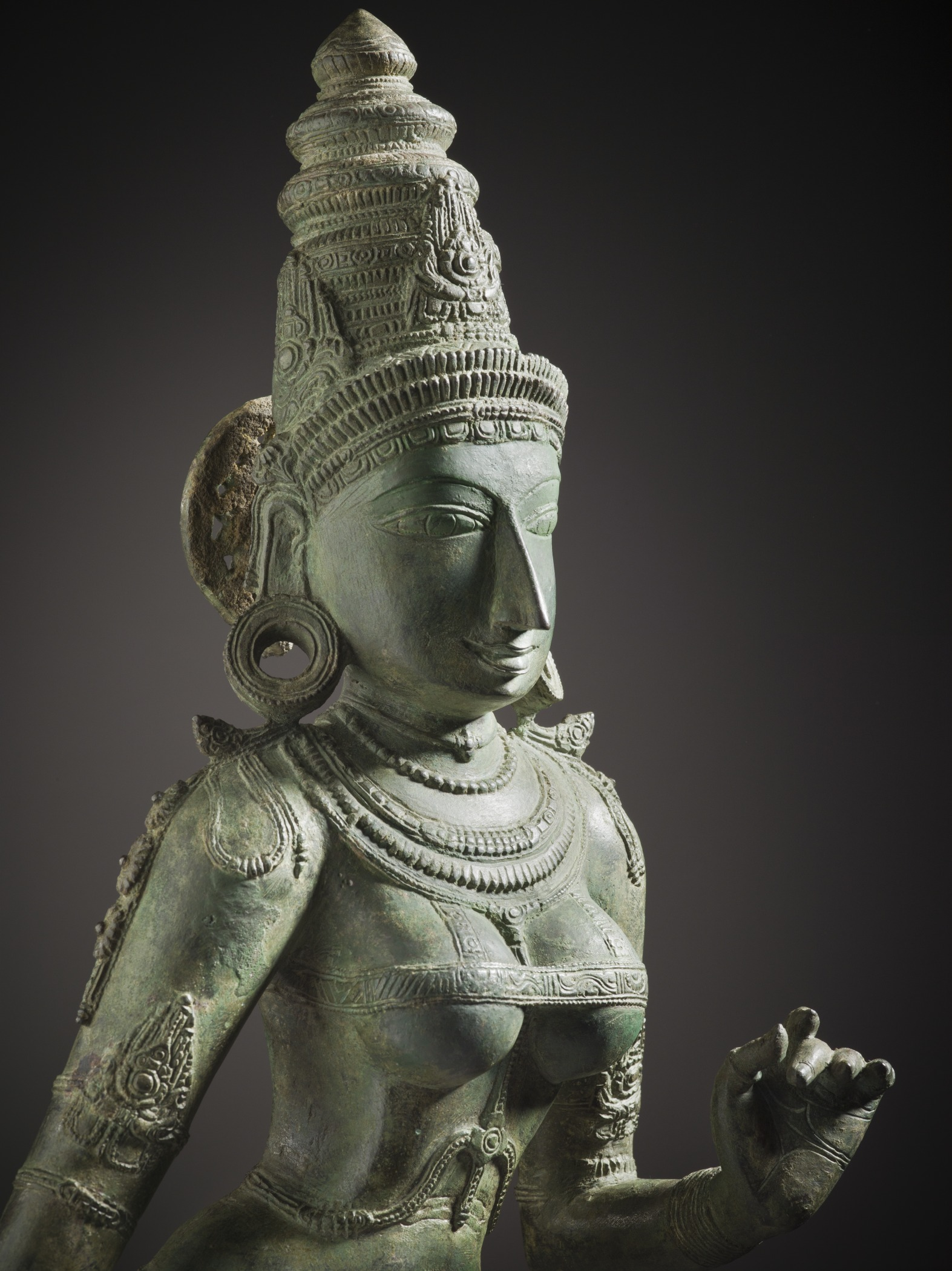
Statue représentant la déesse Lakshmî sous le nom de Shrî Dévî.

Dans de nombreux textes hindous, toute femme peut incarner la Déesse suprême, comme Lakshmi, une déesse majeure des Purana et des Itihasa de l'hindouisme. Dans les anciennes écritures de l'Inde, toutes les femmes sont déclarées être des incarnations de Lakshmi, comme le montrent ces hymnes dédiés à la déesse Lakshmî :

« Chaque femme est une incarnation de vous.
 Vous existez en tant que petites filles dans leur enfance,
 En tant que jeunes femmes dans leur jeunesse 
 Et en tant que femmes âgées dans leur vieil âge. »

— Sri Kamala Stotram.

« Chaque femme est une émanation de toi. »

— Sri Daivakrta Laksmi Stotram.

## Historique
L'hindouisme est basé sur de nombreux textes, dont certains remontent à 2000 av. J.-C. ou plus tôt. Ils sont variés en position d'autorité, d'authenticité, de contenu et de thème, et ceux ayant le plus d'autorité sont les Védas. La connaissance de ceux-ci est toutefois réservée aux trois hautes castes (dvija) et aux hommes. La place des femmes dans l'hindouisme est largement tributaire du texte et du contexte spécifique. Des références positives sont faites à la femme idéale dans des textes comme le Râmâyana et le Mahâbhârata, alors que certains textes tels que les Lois de Manu préconisent une restriction des droits des femmes (une femme doit obéir à son père, puis, épouse, à son mari, puis, lorsque son mari est mort, à ses fils) et considèrent que le dharma/devoir premier de la femme vivant en société, est de vénérer son époux comme son Dieu principal  :

« Bien que la conduite de son époux soit blâmable, bien qu'il se livre à d'autres amours et soit dépourvu de bonnes qualités, une femme vertueuse [sati] doit constamment le vénérer comme un Dieu. »

Dans ces textes de lois, la femme est assimilée à un shudra, un « serviteur », un homme non initié aux Védas, à moins qu'elle n'aie ses règles, auquel cas elle est particulièrement impure et est assimilée à un chandâla, un intouchable. Elle ne peut notamment pas servir de témoin dans un procès.
Dans le Kâma-Sûtra, ouvrage sacré de l'hindouisme dédié à l'éros, Vatsyayana indique que les désirs de la femme doivent être respectés, et qu'il s'agit là d'une condition à son épanouissement nécessaire ; le Kâma-Sûtra refuse les mariages forcés, l'union physique devant être précédée d'abord par une union intellectuelle entre les deux partenaires ; par exemple :

« Une jeune fille ne sera jamais comblée si les parents l'ont forcée, par cupidité, à prendre pour mari un homme aisé, sans se soucier de son apparence et de ses qualités (...). Même s'il est pauvre et insignifiant, mieux vaut un époux docile et maître de lui qu'un mari de très grand mérite qui possède de nombreuses femmes. »

— Kâma-Sûtra, III-4.
Dans les temps modernes, la femme hindoue a été traditionnellement considérée comme quelqu'un qui doit à tout prix rester chaste ou pur. Ceci est en contraste avec les traditions très différentes qui ont prévalu dans les temps anciens des royaumes hindous, qui comprenaient de très respectées courtisanes professionnelles (comme Ambapali de Vesali), des devadasis sacrées, des mathématiciens et des magiciens de sexe féminin (les basavis, les kulikas tantriques). Certains chercheurs européens ont observé chez les femmes hindoues du dix-neuvième siècle qu'elles étaient « naturellement plus chastes » et « plus vertueuses » que les autres femmes, bien qu'exactement ce qu'ils voulaient dire par là est sujet à controverse. En tout cas, en tant qu'hommes étrangers, ils n'auraient pas pu avoir accès aux espaces secrets et sacrés que les femmes ont souvent habités.
Le Mahâbhârata et les Lois de Manu affirment que les dieux ne sont ravis que lorsque les femmes sont vénérées ou honorées, sinon, toutes les actions spirituelles deviennent futiles, les Lois de Manu précisant bien que ceux qui violentent ou font souffrir les femmes, sont maudits par les Dieux :

« Celui qui méprise une femme, méprise sa mère. Les larmes des femmes attirent le feu céleste sur ceux qui les font couler. »

— Lois de Manu.
Friedrich Nietzsche précisant sur les Lois de Manu à ce propos :

« Je ne connais pas de livres où il soit dit autant de choses douces et bonnes à la femme que dans la Loi de Manou ; ces vieilles barbes et ces saints avaient une façon d’être aimables envers les femmes qui n’a peut-être pas été dépassée depuis : « La bouche d’une femme, y est-il dit, le sein d’une jeune fille, la prière d’un enfant, la fumée du sacrifice sont toujours purs. » Ailleurs : « Il n’y a rien de plus pur que la lumière du soleil, l’ombre d’une vache, l’air, l’eau, le feu et l’haleine d’une jeune fille. » Et ailleurs encore (...) : « Toutes les ouvertures du corps au-dessus du nombril sont pures, toutes celles qui sont au-dessous sont impures ; mais chez la jeune fille le corps tout entier est pur. » »

— . Nietzsche, Le Crépuscule des idoles (57).
Selon Mata Amritanandamayi, toutes les restrictions que les femmes ont subies en Inde du fait de leur sexe n'ont aucune légitimité, tant dans le domaine profane que sacré : 

« Ces interdits imposés aux femmes n'ont en vérité jamais fait partie de la tradition fondatrice de l'hindouisme. »

— Tout est en vous, paroles d'Amma, éditions Points, page 93  (ISBN 978-2-7578-5032-9).

### L'Inde ancienne

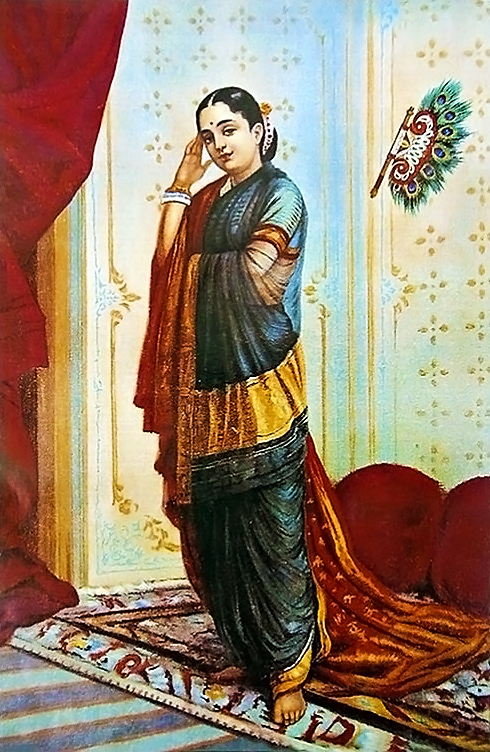
Vasantasenā, une Nagarvadhu.

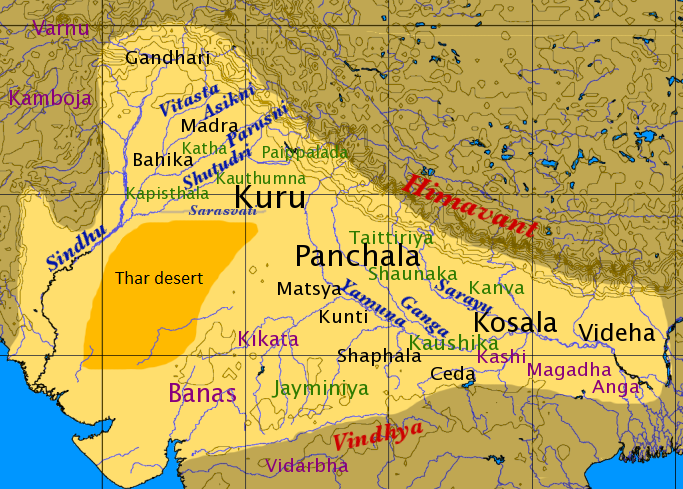
Carte de l'Inde védique de l'âge du fer, d'après Witzel (1989). Les tribus sont écrites en noir, les tribus étrangères mentionnées dans les textes védiques anciens en violet et les shakhas védiques en vert. Les rivières sont en bleu. Le désert du Thar est en orange.

Le statut de la femme dans l’Inde ancienne est toujours débattu : si certains universitaires estiment que les femmes bénéficiaient de la parité avec les hommes dans tous les aspects de la vie civile, d’autres sont plus réservés. Selon Michel Angot, « le féminin et la femme sont plutôt valorisés dans le Védisme ancien ». Les écrits des anciens grammairiens indiens, tels Patanjali et Kātyāyana, nous indiquent en tous cas que les femmes avaient accès à l’instruction au cours de la période védique,. Les versets du Rig Veda montrent que les femmes se mariaient à l’âge adulte et qu'elles pouvaient probablement choisir leur mari. Enfin, les textes sacrés : le Rig Veda et les Upanishads citent plusieurs femmes réputées pour leur sagesse ou leurs prophéties, entre autres Gargi et Maitreyi.
Ainsi, les filles ne sont pas exclues de l’initiation védique, du moins dans la plus haute Antiquité, car « à l'époque védique, [la femme] a, à tout égard, été tenue pour l'égale de l'homme. Au même titre que lui, elle était investie du cordon sacré ; comme [l'homme], elle recevait l'enseignement spirituel (plusieurs Upanishad ont été composées par des femmes). ». Dans « l'hindouisme traditionnel, l'instruction védique des filles était considéré comme une indispensable préparation au mariage et à leurs responsabilités sociales. »
Selon Jean Varenne : « L'épouse du Sacrifiant participe de plein droit au sacrifice et en partage les bénéfices avec son mari. »
Très peu de sources traitent spécifiquement de la place des femmes dans la société ancienne ; la Stri Dharma Paddhati de Tryambakayajvan, un notable de Tanjavûr qui écrivait vers 1730, constitue une exception notable. Ce texte rassemble les contraintes sociales imposées aux femmes depuis l'Apastamba dharmasutra (vers le IVe siècle av. J.-C.). Le premier vers est : « Le premier devoir des femmes selon les textes traditionnels est l'obéissance à leur mari. ».
Dans certaines villes de l’Inde ancienne, la tradition locale invitait les épouses à concourir pour être couronnées nagarvadhu (« femme de la cité » ou courtisane royale) et ce titre n'était pas considéré comme tabou. Amrapali est la plus célèbre nagarvadhu, et aussi disciple de Bouddha, à qui, selon les textes, elle a fait don d'un verger de manguiers. Une autre nagarvadhu est Vasantasenā, un personnage du classique de la littérature sanscrite du IIe siècle av. J.-C. Mṛcchakatika (en) (मृच्छकटिका, adapté en français au XIXe siècle sous le titre Le chariot de terre cuite), attribué à Shûdraka.
Cependant, avec l’entrée en vigueur de la manou smriti (Manusmṛti, sanskrit : मनुस्मृति), vers 500 av. J.-C., le statut social des femmes commence à régresser.
Bien que certains versets tels que (III – 55, 56, 57, 59, 62) glorifient les femmes, d'autres versets (IX – 3, 17) semblent des attaques envers la position et la liberté des femmes.

### La période indo-musulmane

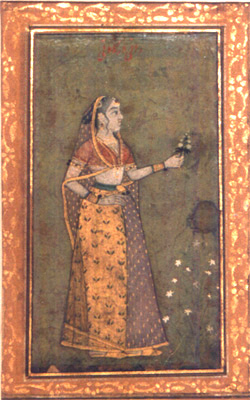
La reine gond Dourgavati règne quinze années avant de trouver la mort au combat en 1564 en s'opposant à la conquête par l'Empire moghol.

La condition de la femme indienne s'était détériorée au cours de la période médiévale, avec la banalisation dans certaines communautés des coutumes du suicide rituel, du mariage forcé et l'interdiction pour les veuves de se remarier.
Les conquêtes musulmanes des Indes s'accompagnèrent de la pratique du purdah. Dans certaines provinces de l'Inde, les prêtresses Devadasis furent rabaissées au rang de prostituées. La polygamie se répandit chez les princes hindous de la caste des Kshatriya.
La reine gond Dourgavati d'origine rajput (Rajasthan) règne quinze années avant de trouver la mort au combat en 1564 en s'opposant à la conquête par l'Empire moghol.
Les bardes râjasthâni gardent la mémoire, dans leurs chants, des hauts faits d'armes de la lutte des Rajputs contre les musulmans et les Moghols, et des suicides collectifs par le feu — ou jauhâr — de leurs femmes pour échapper à l'indignité de tomber entre les mains de l'ennemi qui les réduisait à l'esclavage .

### Coutumes historiques controversées sous le Raj britannique

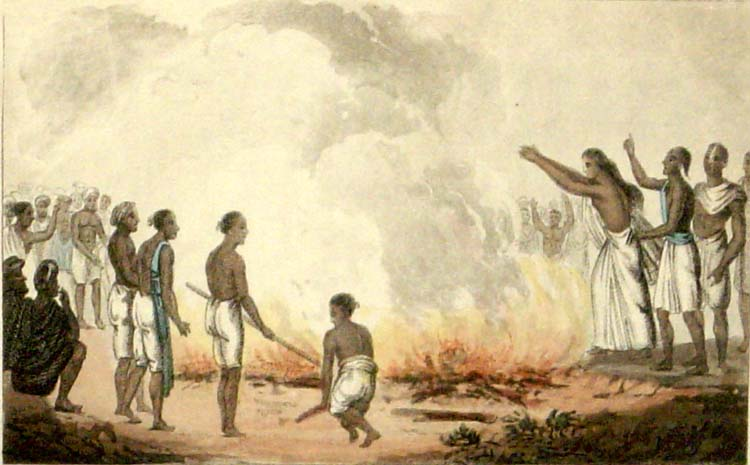
Représentation de la Sati, au moment où la veuve va se jeter dans le bûcher.

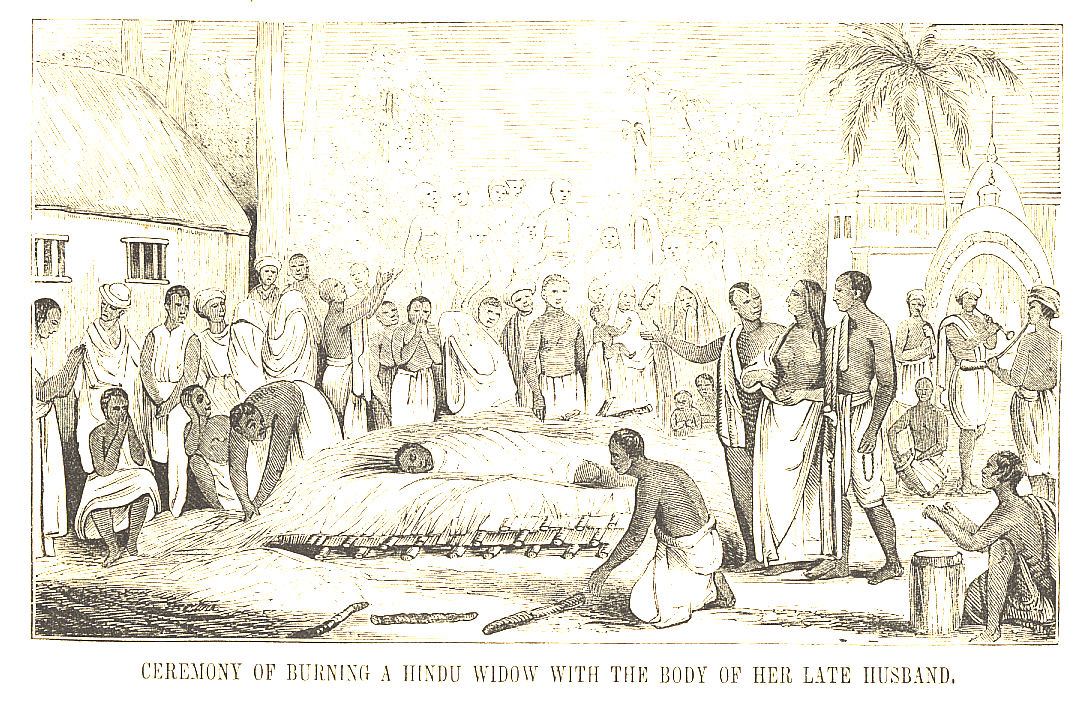
Gravure britannique du sacrifice d'une veuve (1851).

Certaines traditions communautaires : la sati, le jauhar, et les prêtresses devadasi ont été proscrites sous l'Empire britannique et ont aujourd'hui pratiquement disparu en Inde, malgré des manifestations sporadiques dans les régions les plus rurales. Le purdah (d'origine islamique), en particulier, reste de mise dans certaines communautés, et les  pédo-mariages, quoiqu'illégaux, ne sont pas rares.[réf. nécessaire]

#### Suicide rituel des veuves
La satī est une coutume ancienne de certaines communautés pratiquement tombée en désuétude, qui consiste à ce que la veuve s’immole par le feu en se jetant sur le bûcher funéraire de son mari. Quoique cet acte soit en principe considéré comme un choix personnel de la femme, on pense que certaines veuves ont été contraintes de s'y soumettre. Les Britanniques l'abolirent en 1829. Depuis l'indépendance de l'Inde, on a dénombré environ quarante cas de satī. En 1987, l'affaire Roop Kanwar, dans le Rajasthan, a débouché sur la création d'une Commission de surveillance de la Satī.
Pratique similaire, le jauhar est l’immolation volontaire des femmes et filles du guerrier vaincu, pour échapper à l'esclavage ou au viol : elle était notamment le fait des femmes kshatriya du Rajasthan lors des invasions islamiques.
Selon Jean-Claude Pivin, chercheur au CNRS, le fait de brûler une veuve sur un bûcher est une déformation et la preuve de la méconnaissance du mythe originel concernant la déesse Sati :

« Ceux qui crurent y voir une invitation aux veuves de s'immoler ont mal interprété le mythe, puisque ce que Sati voulait ainsi témoigner était son chagrin d'être reniée par son père pour avoir épousé un dieu "païen" (l'aspect Rudra de Shiva). Ce qui se voulait au départ un appel à la tolérance devint une incitation à la barbarie. D'ailleurs, si on lit attentivement les textes, il y est dit que Sati s'immole dans le feu du yoga, au cours du sacrifice de Daksha : ce n'est pas une auto-destruction mais une fusion en Shiva. »

— Les semailles des Kurus, Extraits choisis du Mahâbhârata, Jean-Claude Pivin, éditions L'Harmattan  (ISBN 978-2-336-00365-8).

#### Restrictions vestimentaires – la purdah
Article détaillé : Vêtements en Inde
La purdah exige des femmes qu'elle couvrent leur peau de tissus pour ne pas laisser apparaître leurs formes. Elle leur impose également des restrictions de mouvement, leur interdit d'adresser librement la parole aux hommes et manifeste la subordination de la femme. Contrairement à une croyance répandue, cette coutume ne s'appuie ni sur l'enseignement de l'hindouisme, ni sur celui de l'Islam[réf. nécessaire] : ce sont bien plutôt l’ignorance et les préjugés sexistes des chefs religieux de ces deux confessions qui ont contribué à l'imposer.
Le purdah existe sous plusieurs formes dans les communautés hindoues et musulmanes principalement du sous-continent indien et des pays arabes.

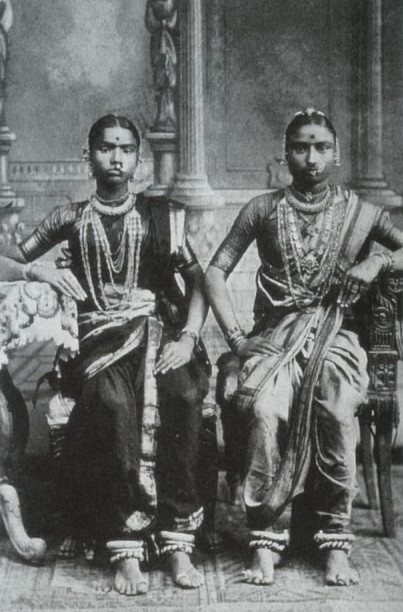
Deux devadasis des années 1920 en Tamilnadu, Inde du Sud.

#### Les devadasi
Les devadasi sont des oblats mariées à une divinité ou un temple. Ce rite était déjà codifié au Xe siècle. Elles sont des femmes consacrées au temple dès leur plus jeune âge, considérées comme des épouses de la divinité, surnommées « femmes à jamais favorables » (leur mari, Dieu, ne pouvant mourir de leur vivant) qui jouissaient de libertés sexuelles auxquelles les autres femmes mariées à un « mortel » n'avaient pas accès. Au fil des siècles, les devadasi furent contraintes à la prostitution, en particulier dans le nord de l'Inde.
Les dêvadâçî ne furent jamais de simples « professionnelles » se donnant à quiconque les paie, mais des femmes attachées à un temple et au service de la divinité (Iyer 1927), et, de l'autre, des courtisanes-danseuses (Chandra 1945) initiées aux différents arts, dont l'érotique. Pourtant le puritanisme britannique colonial, que relaya la « honte de soi » du colonisé (Srinivasan 1983), ravala ces femmes au rang de prostituées. Il reste que nombre de récits historiques, tant indigènes qu'étrangers, attestent qu'autrefois elles s'adonnaient néanmoins déjà au commerce charnel. Cette coutume de la « servante de dieu » se développa surtout dans le sud de l'Inde, et, semble-t-il, à grande échelle : on affirmait qu'il devait y avoir autant de dêvadâçî que le temple comportait de piliers; ainsi, les inscriptions du temple du roi Chola Râjarâja (1004 apr. J.-C.) font-elles état de quatre cents danseuses.
Leur tradition s'est éteinte par l'activité missionnaire chrétienne et des Indiens occidentalisés.

## Époque contemporaine

### Famille

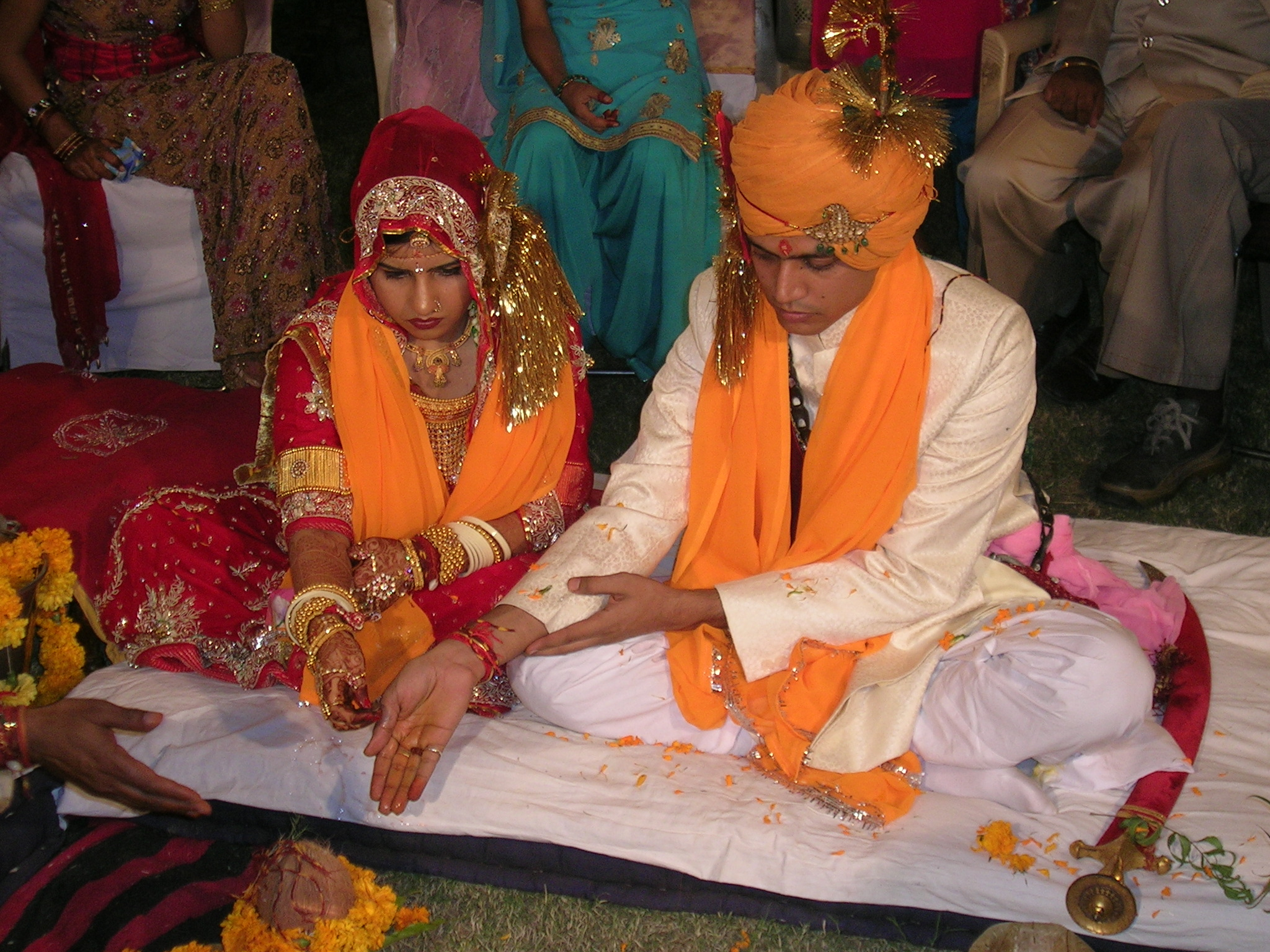
Cérémonie de mariage au Rajasthan.

#### Mariage
Le mariage dans la tradition hindoue est à la fois l'union d'un homme et d'une femme, dans le but de former une famille, et l'alliance entre deux familles. Comme dans de nombreuses religions, l'hindouisme réglemente cette institution, aussi bien dans les pratiques rituelles que dans le vécu des individus,,.
Il constitue une cérémonie religieuse majeure qui dure une journée et parfois plusieurs jours selon les régions. Ainsi, les coutumes diffèrent selon les castes, les régions et les pays.
Néanmoins, le trait dominant des mariages est qu'il doit se baser naturellement sur l'amour mutuel :

« 3.5. (...) Le mariage d'amour était courant en Inde dès l'époque ancienne et a joui d'une grande popularité. Le choix d'un époux par une princesse, dans une assemblée ouverte, était un mariage d'amour. Nala et Damayantî, Aja et Indumatî, Râma et Sîtâ, Udayana et Vâsavadattâ, Mâdhava et Mâlatî s'étaient tous mariés de cette façon. Dans l'optique de Vâtsyâyana, même si le mariage d'amour n'est pas rituellement la plus haute forme de mariage, il est toujours prédominant. C'est parce que le but ultime du mariage est de développer l'amour dans le couple, et que le mariage d'amour y réussit dès le début. »

— Commentaire du brâhmane Devatta Shâstri du Kâmasûtra.
Le sari n'est habituellement porté que par les femmes mariées car c'est l'un des six signes du mariage au Sri Lanka et en Inde. Contrairement à une croyance répandue, la marque du bindi n'est pas propre aux femmes mariées : celles-ci se distinguent plutôt à la coloration rouge de la base de leurs cheveux le long de la raie de leur coiffure ; coloration obtenue à partir d'une teinture appelée sindoor  et dont le principal constituant est le vermillon.

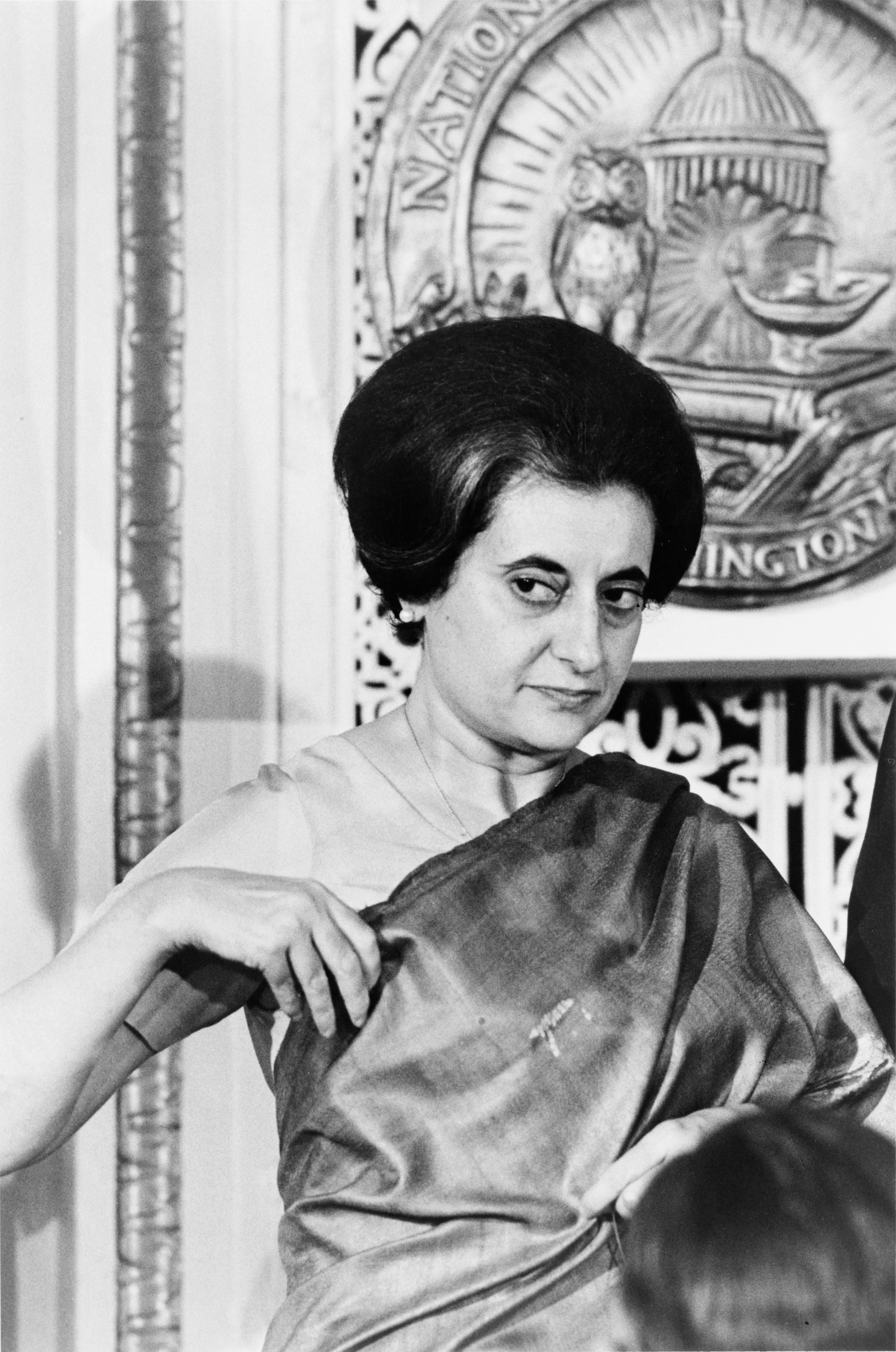
Indira Gandhi est veuve en 1960 et Première ministre de l'Inde en 1966.

#### Veuvage et remariage
Le droit hindou et le Hindu Widows' Remarriage Act, 1856 (en) traitent du remariage des veuves.
Dans certaines familles traditionnelles et certaines castes, les veuves portent des sari blancs et l'on s'attend d'elles qu'elles se vouent à une vie d'austérité. Ces restrictions sont plus fortes dans les castes plus élevées et certaines veuves se rasent même les cheveux. Les plus hautes castes promulguent également de sévères restrictions sur le remariage.
Indira Gandhi est veuve en 1960 et première ministre de l'Inde en 1966.
En 2007, 3 % de la population indienne est veuve.

#### Divorce
Aucune statistique officielle sur le divorce en Inde n'est disponible, mais on estime le taux à 1 pour 100 ou encore à 11 pour 1000 mariages en Inde.
La communauté hindoue est régie par le Hindu Marriage Act, mais les autres communautés indiennes ont leurs propres lois concernant le divorce :
- Parsi Marriage and Divorce Act, 1936[49]
- Dissolution of Muslim Marriage act, 1939[50]
- Foreign Marriage Act, 1969[51]

Un amendement à loi hindoue du divorce est en cours de révision pour les cas de « bris irréfutable du mariage », tel que l'un ou l'autre des époux le déclarerait,.

## Saintes et guru hindoues

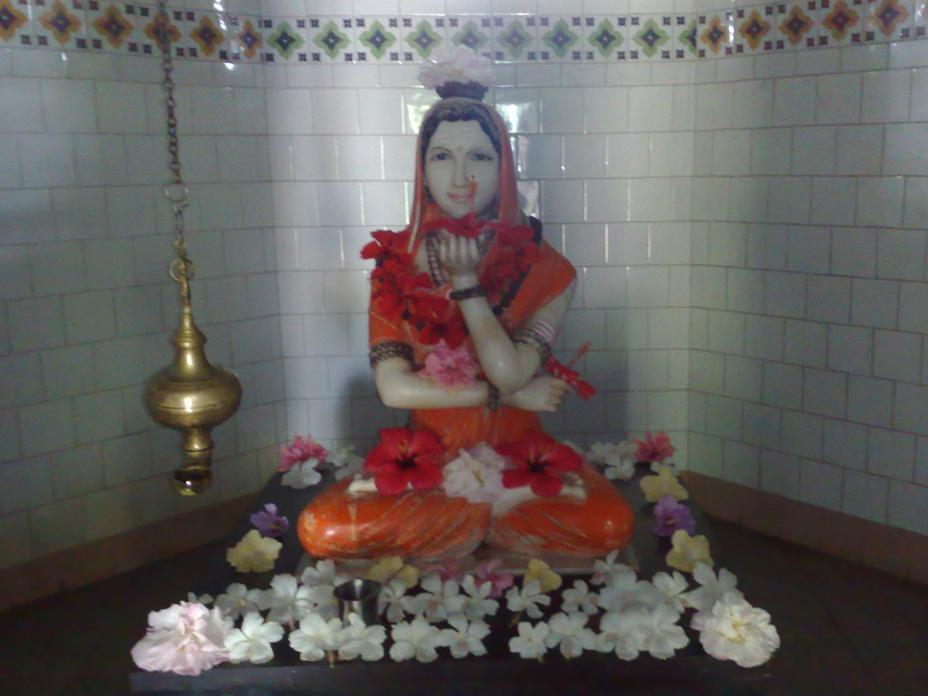
Une image de Akkamahadevi dans un temple de son lieu de naissance, Udathadi.

- Gargi Vachaknavi - Une rishi qui s'est opposée aux vues de Yajnavalkya sur des questions au sujet de l'âme humaine.
- Lopamudra - Femme du sage Agastya
- Andal - Une sainte-poétesse tamoule, l'une des Alvars.
- Karaikkal Ammeiyar - Une sainte-poétesse tamoule, l'une des Nayanmars
- Mangayarkkarasiyar - Une reine Pandya, femme du roi Nedumaranan, une de 63 Nayanmars
- Isaignaniyaar - Une sainte-poétesse tamoule, l'une des Nayanmars
- Auvaiyar - Une sainte-poétesse tamoule de la période Sangam.
- Akka Mahadevi - Une poétesse Kannada du mouvement Veerashaiva Bhakti.
- Mirabai - Une poétesse dévouée de Krishna.
- Lalleshvari - Une sainte-poétesse hindoue, mystique des shivaïtes.
- Bahinabai et Kanhopatra - Saintes-poétesses hindoues, secte de Varkari.
- Sarada Devi - Femme du saint Ramakrishna et révérée en tant que Mère divine hindoue.